# 高桥石化
高桥石化是中国石油化工股份有限公司上海高桥分公司和中国石化集团资产经营管理有限公司上海高桥分公司的统称，是中国第1个跨部门、跨行业的石油化工联合企业，占地面积4.2平方公里，拥有75套炼油化工装置。它位於中華人民共和國上海市浦东新区高橋鎮高桥港，西临黄浦江，北近吴淞口。高桥石化与巴斯夫、雪佛龙、三井集團、SK集团等公司合作并成立了9家合资企业。

## 歷史
1949年底，浦東高橋建起了一座炼油厂。1958年又建起了一個化工厂。1981年11月，上海高桥石油化工公司成立。1983年7月划归中国石油化工总公司。2000年1月，上海高桥石油化工公司下属炼油厂、化工厂、供销公司的業務被剝離，剝離出來的業務合併成立中国石油化工股份有限公司上海高桥分公司。上海高桥石油化工公司依舊保留。2007年4月，上海高桥石油化工公司改建成中国石化集团资产经营管理有限公司上海高桥分公司。
由于装置老化等原因，高桥石化发生多起泄漏、火灾等事故，上海市人民政府打算讓高橋石化遷往他處。2000年後，上海市人民政府也不允许高桥石化新建生产装置。2011年9月，上海市人民政府与中国石化总部协商，希望高桥石化搬离高桥港，並讓中石化在上海化学工业区新建一座炼化企业。不過因搬离费用等原因，中国石化未同意搬遷。後來上海市人民政府同意賠償中國石化500亿元人民幣。2015年10月29日，中国石化对外宣布高桥石化将搬离高桥港。2016年6月，上海市人民政府有关部门要求高桥石化在9月將一部分土地上交。

## 外部連結
- 官方网站